# مسن (جلفا)
مسن یکی از روستاهای استان آذربایجان شرقی است که در دهستان نوجه‌مهر بخش سیه‌رود شهرستان جلفا واقع شده‌است.این روستا ۲۰۵ نفر جمعیت دارد.